# VIVID (에일리의 음반)
《VIVID》는 미국의 가수 에일리의 첫 번째 정규 앨범이다. 2015년 9월 30일에 발매되었다. 대표곡으로는 〈너나 잘해〉와 〈Insane〉이 있다.